# Ту-134
Ту-134 (по кодифікації НАТО: Crusty — «Жорсткий») — радянський пасажирський літак для авіаліній малої і середньої протяжності, розроблений на початку 1960-х років в ДКБ ім. Туполєва і випускався серійно з 1965 по 1984 рік на Харківському авіаційному виробничому об'єднанні (повністю виробництво було припинено в 1989 році). Один з наймасовіших пасажирських літаків, що збиралися в Радянському Союзі. Всього було побудовано 852 літака всіх модифікацій. Перший політ виконав 29 липня 1963, в експлуатації з вересня 1967-го. Ту-134 поставлявся на експорт в країни соцтабору.
Ту-134 — близькомагістральний пасажирський літак із двома турбореактивними двоконтурними двигунами Д-20П-125 на дослідному літаку і Д-30 на серійних. Двигуни встановлені в хвостовій частині фюзеляжу на пілонах, що значно знижує шум в салоні в порівнянні з літаками попередніх поколінь. Горизонтальне оперення піднято на вершину кіля. Паливо розміщене в кесон-баках крила. Ту-134 був сертифікований за міжнародними нормами. Літак будувався в різних модифікаціях: пасажирські, машини спеціального призначення, літаючі лабораторії. Використовувався також у школах радянських ВПС.

## Історія

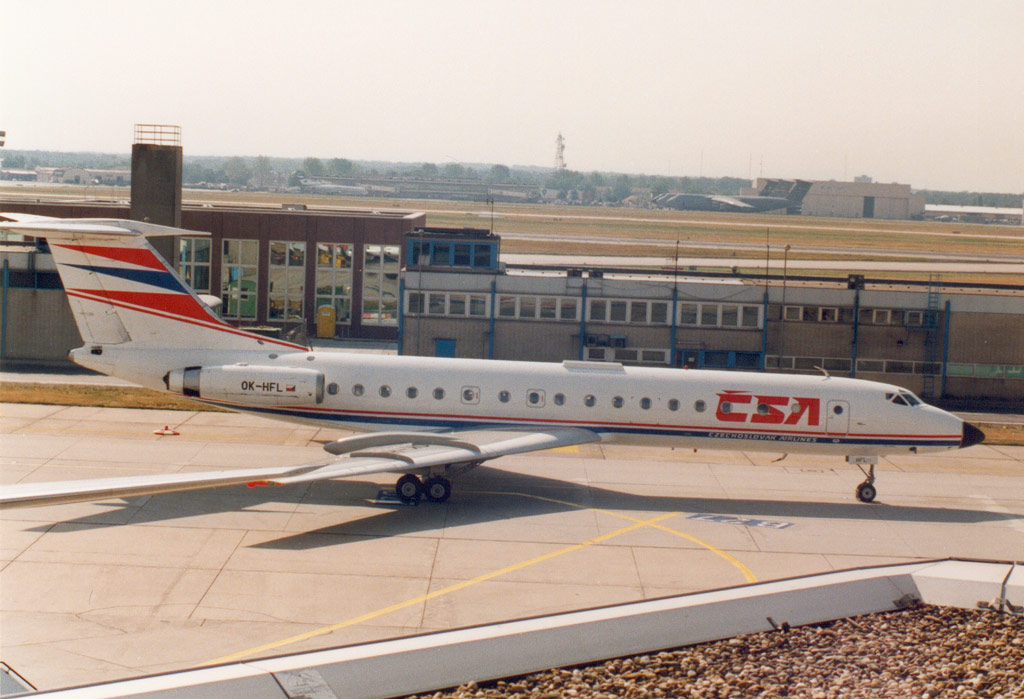
Ту-134 Чехословацької «CSA»: штурманського «вікна» немає

На початок 1960-х років основу парку близькомагістральних літаків в СРСР і соціалістичних країнах становили поршневі Іл-14, які брали на борт до 36 пасажирів. В цей час цивільна авіація вступала в реактивну епоху. Перший в СРСР реактивний літак Ту-104 використовувався тільки на міжнародних і особливо завантажених внутрішньосоюзних лініях, тоді як на регіональних маршрутах використовувалися морально застарілі літаки. З'явилася потреба в реактивному літаку з дальністю до 2000 км, крейсерською швидкістю 800–900 км/год і пасажиромісткістю не менше 40 осіб, який можна було б використати на коротких злітно-посадочних смугах.
Спочатку Ту-134 не проєктувався як новий літак. В КБ була ідея модернізації Ту-124. У літака подовжили фюзеляж, перенесли двигуни в хвостову частину, замінили оперення на Т-подібне. Проєкт під позначенням Ту-124А був розроблений в 1961 році. Перші два дослідних екземпляри (б/н СССР-45075, 45076) були виготовлені в 1963 році. Борт 45075 зберігся до наших днів, він встановлений як пам'ятник у Москві, спочатку на ВДНГ, а потім у дворі будинку № 9 Напольного проїзду (район Новогірєєво). У липні того ж року літак уперше піднявся в небо.

### Випробування

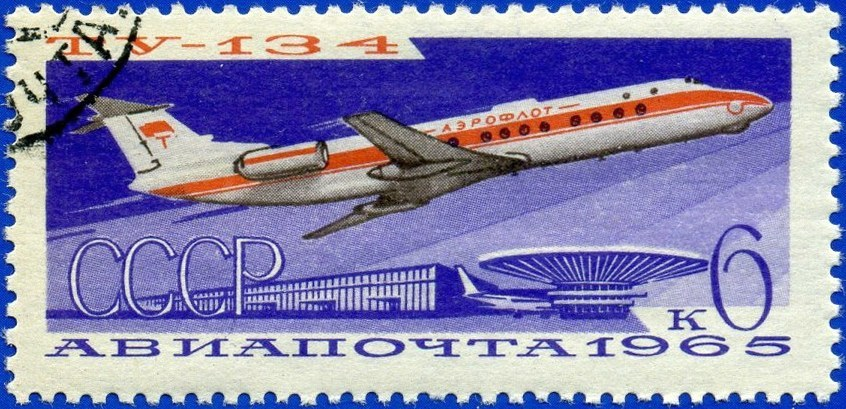
Ту-134 на радянській поштовій марці 1965

Льотні і сертифікаційні випробування почалися влітку 1963 року. В 1965 році літаку було присвоєно позначення Ту-134. В цей же час було припинено виробництво Ту-124. Серійний випуск почався в 1966 році. Ту-134 випускався на Харківському авіаційному виробничому об'єднанні протягом 18 років (з 1966 по 1984).
Літак був розроблений для ліній зі слабким пасажиропотоком. Спочатку передбачалося розмістити в літаку 56 місць для пасажирів (50 в двокласовому компонуванні). Але від першого класу на літаках, що призначалися для внутрішньосоюзних ліній, незабаром відмовились. За рахунок цього число місць вдалося довести до 72.
В 1965 році було виготовлено 9 передсерійних літаків (б/н СССР-65600 … −65608) спеціально для льотних випробувань. На цих літаках відсутній реверс, тому пробіг після посадки був дуже великий. На всіх літаках Ту-134 з двигунами Д-30 I серії (без реверсивного пристрою) як додаткового аеродинамічного гальма при посадці використовувалися гальмівні парашути. Двигуни Д-30 II-ї серії з реверсом на Ту-134 стали встановлювати лише в 1970 році.

### Початок експлуатації і подальша модернізація

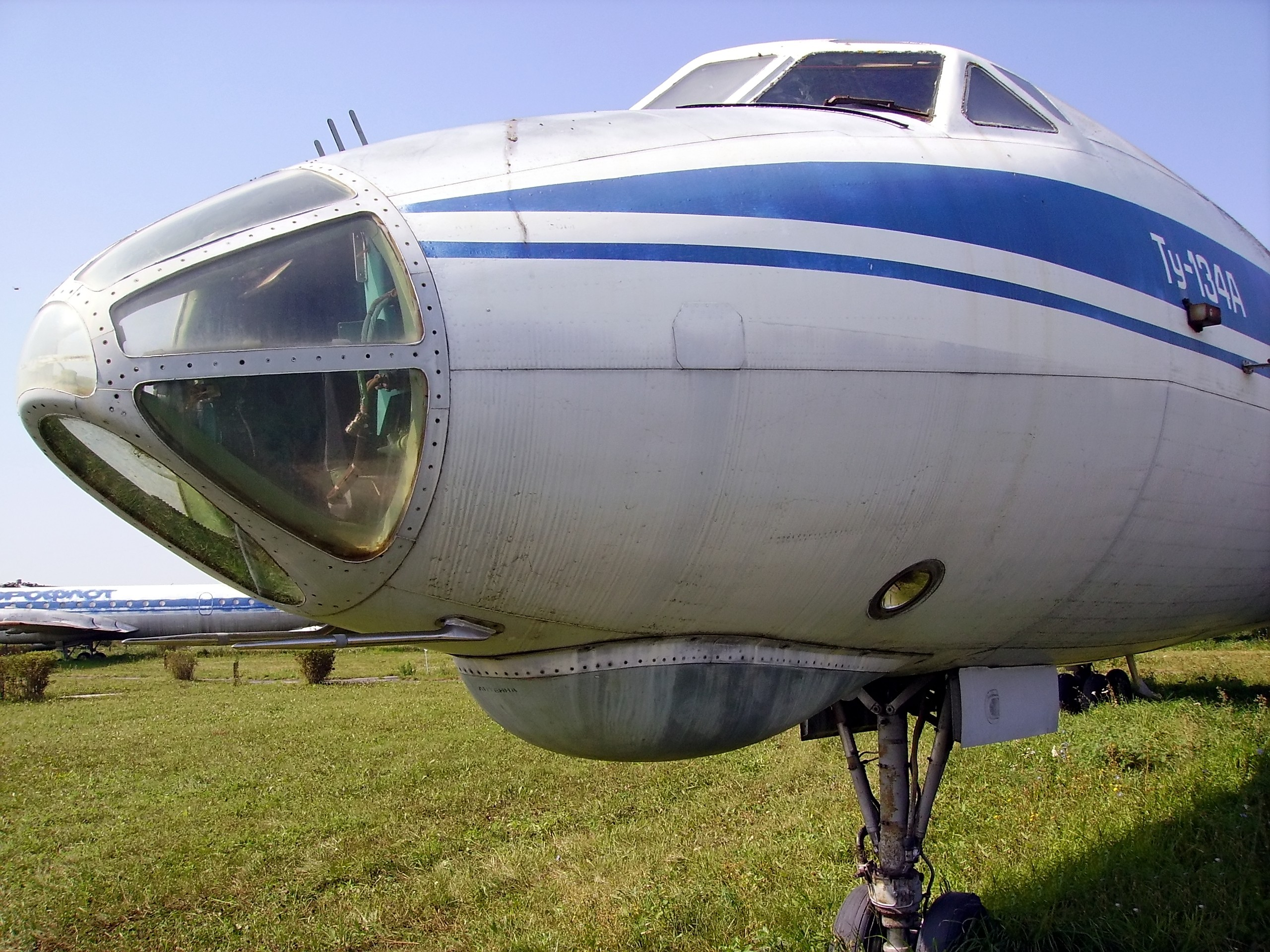
Штурманське «вікно» аерофлотівського Ту-134А

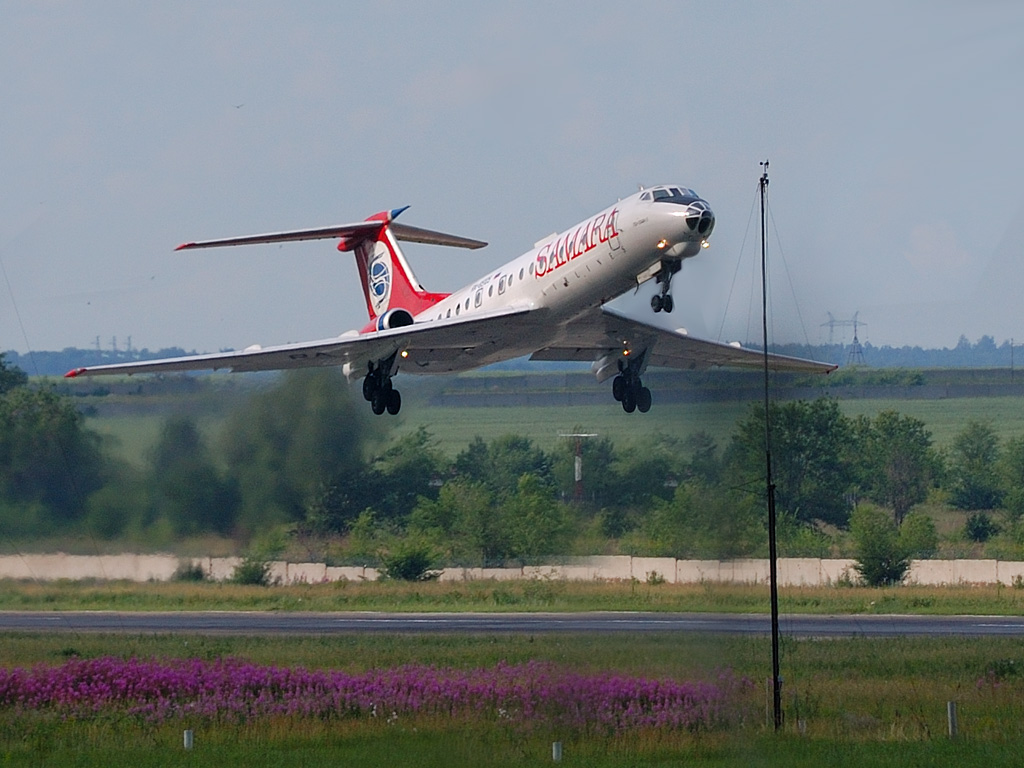
Ту-134А злітає з аеропорту Курумоч

Перші серійні літаки були передані Аерофлоту в 1966 році. В вересні 1967-го на Ту-134 був здійснений перший комерційний рейс Москва — Адлер. Проте майже три роки Ту-134 використовувалися лише на міжнародних лініях і лише літом 1969-го почали обслуговувати внутрішньосоюзних лінії Москва — Ленінград і Москва-Київ. Ту-134 активно експортувався: в 1968 році перші машини були продані східнонімецькій авіакомпанії «Інтерфлюг», а трохи пізніше — польській «LOT».
У 1970 році була розроблена модифікація Ту-134А. Фюзеляж літака був подовжений на півметра, на двигунах встановлено реверс, знятий гальмівний щиток, число місць збільшено до 76. В результаті максимальна дальність польоту з 3100 км скоротилася до 2770 км, а з максимальним комерційним навантаженням — до 2100 км. На літаках, призначених для експорту, було вирішено відмовитися від штурмана і встановити РЛС.
На початок 1972 року велика частина Ту-134 продовжувала використовуватися на міжнародних лініях, тоді як регулярних рейсів всередині СРСР було всього 12: з Москви до Баку, Єревану, Києва, Кишиневу, Краснодару, Ленінграду, Омська, Риги та Сочі. Однак 18 травня 1972 поблизу Харкова розбився Ан-10. У катастрофі загинуло 122 людини, і польоти літаків цього типу були негайно припинені. В 1973 році через виявлені помилки в конструкції від експлуатації Ан-10 відмовилися взагалі. У багатьох радянських аеропортах почалося термінове переобладнання злітно-посадочних смуг для прийому Ту-134. Через брак літаків на регіональних лініях більшу частину Ту-134 Шереметьєвського і всі без винятку Внуківського авіазагонів вирішили замінити на щойно розроблений Ту-154 і далекомагістральний Іл-62.
В 1980 році почався випуск літака Ту-134Б. На цій модифікації від штурмана відмовилися остаточно. Крім того, була збільшена пасажиромісткість до 96 місць. Злітна маса доведена до 47 тонн. Почалися також розробки варіанту Ту-134Д зі збільшеною тягою двигунів (8400 кгс), проте роботи було припинено.
На даний час літаки Ту-134 поступово виводяться з експлуатації, оскільки застаріли морально і фізично: останнім випущеним бортам більше чверті століття.
Деякі літаки ТУ-134 встановлено як пам'ятки. Найчастіше їх можна зустріти в аеропортах (наприклад, у Кишиневі, Ризі, Воронежі, Могильові, Муромі, Ульяновську, Полтаві тощо), на АЗС (в Іжевську), а також іноді і в місті.

## Конструкція
Ту-134 виконаний за схемою суцільнометалевого вільнонесучого низькоплана зі стрілоподібним крилом (кут стріловидності — 35°), розміщеними в хвостовій частині фюзеляжу двома двигунами Д-30 різних серій. Механізація крила — двохщілисті закрилки та інтерцептори (випускаються тільки на землі); передкрилки відсутні. Площа крила — 127,3 м². Фюзеляж «запозичений» від Ту-124 і подовжений на 7 метрів. Оперення — Т-подібне. Шасі — забирається, трьохопорне. Передня стійка прибирається в нішу в фюзеляжі, основні — в спеціальні гондоли на крилах. Основні стійки мають по дві осі.
До конструктивних особливостей ранніх версій Ту-134 відносяться засклений ніс (місце штурмана), гальмівний щиток під центропланом. На сучасніших версіях літака встановлена радіолокаційна система «Гроза-134». Ту-134 став також першим реактивним літаком в СРСР, на якому відмовилися від тросової проводки до керма напряму (як це було на попередниках Ту-134 — бомбардувальнику Ту-16 і пасажирських Ту-104 та Ту-124), їх замінивши жорсткими тягами і встановили гідропідсилювач.
В даний час літакам встановлений ресурс 40000 льотних годин, 25000 польотів протягом 25 років. За умови індивідуальної оцінки технічного стану ресурс може бути послідовно збільшено до 55000 льотних годин, 32000 польотів, 40 років.
Цікавою особливістю даного літака є розташування декількох перших пасажирських крісел спиною вперед, аналогічно вагону залізниці, зі столиком між двома рядами, зверненими один до одного. Подібне рішення не зустрічається на інших сучасних комерційних літаках.

### Планер

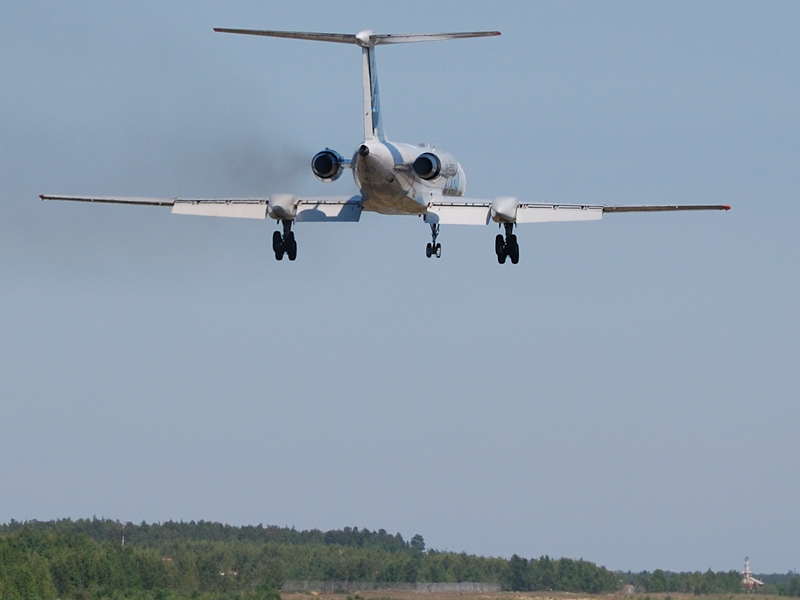
Ту-134А сідає в аеропорту Сургут, закрилки випущені на 38°

Фюзеляж круглого перетину, з силовим набором з шпангоутів і стрингерів і гладкою працюючою обшивкою, складається з носової, середньої і хвостової частин. Носова і середня частина є єдиною гермокабіною, в якій розміщуються екіпаж, пасажири, багаж, буфет, гардероб, туалет. У хвостовій негерметичної частині розташована ДСУ ТА-8 та органи управління РВ і РН. Діаметр фюзеляжу 2,9 метра, довжина — 33,445 м.
Для посадки пасажирів на лівому борту є одна або дві вхідні двері. На правому борту в передній частині фюзеляжу є двері службового входу, через яку здійснюється вантаження в передній багажний відсік. Завантаження в задній багажник проводиться через вантажний люк справа внизу в хвостовій частині. У разі аварійної посадки для евакуації пасажирів є чотири аварійних люка для виходу на крило — по два з кожного боку. Для екстреної евакуації пасажирів при відсутності аеродромного трапа застосовується надувний трап ТН-3 і рятувальні фали в районі аварійних виходів і кватирок кабіни екіпажу.
Каркас пасажирської кабіни складається з перегородок, панелей, стін, стелі, багажних полиць, виготовлених з фанери і плит пінопласту. Під підлогою в передній частині фюзеляжу розташована ніша передньої ноги шасі, далі до хвостової частини в підпіллі розташований технічний відсік з агрегатами і обладнанням, доступ до якого здійснюється через знімні панелі підлоги та два гермолюки внизу фюзеляжу. Агрегати й блоки також розташовуються на етажерках в передньому і задньому багажниках.
Крило літака складається з центроплану, двох середніх (СЧК) і двох відокремлених (ОЧК) частин. Силовим елементом крила є кесон. Силовий набір крила складається з лонжеронів, стрингерів і нервюр. Кесони частин крила є паливними баками. На СЧК знаходяться інтерцептори, закрилки, гондоли та основні стійки шасі. На ОЧК розташовуються розрізні елерони. На зовнішніх елеронах є флетнери (сервокомпенсатор), на внутрішніх — тримери-флетнери. Площа крила без напливів становить 115 м².
Вертикальне оперення складається з форкіля, кіля і керма напряму. Горизонтальне Т-подібне хвостове оперення складається з стабілізатора з кермом висоти. Силовий набір оперення складається з лонжеронів, стрингерів і нервюр. РВ та РН виконані з ваговим балансуванням і осьовою компенсацією. На стерні висоти (РВ) є тример, на стерні напрямку (РН) — тример-Флетнера.

### Система керування літаком

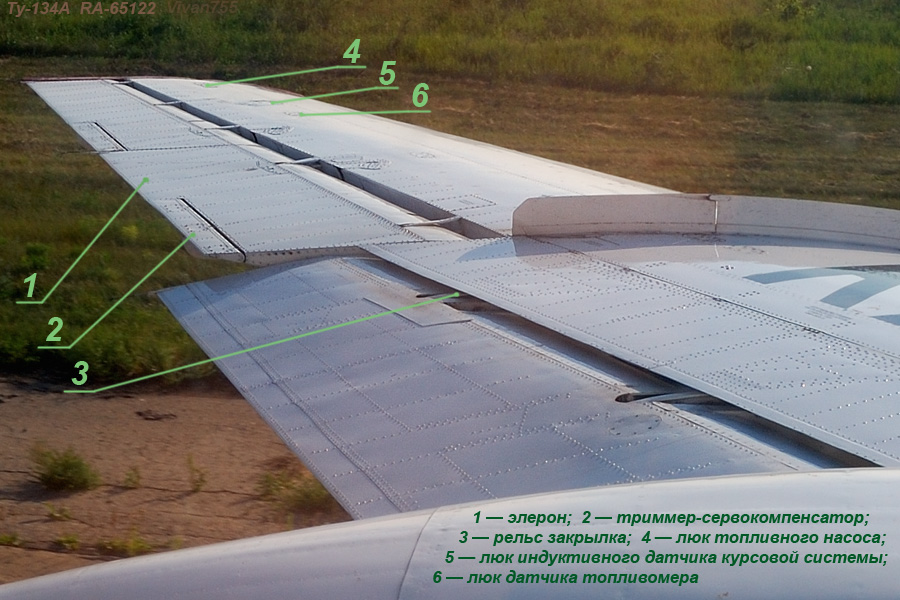
Ліве крило Ту-134А з випущеними на 20° закрилками

Управління кермом висоти і елеронами безбустерне, управління кермом напряму за допомогою гідропідсилювача ГУ-108Д. Для імітації навантаження в канали РН встановлено два пружинних навантажувача. Також в каналі напрямної встановлено двоканальний демпфер рискання ДР-134М з виконавчими механізмами РАУ-108. Демпфер працює тільки при відключеному автопілоті.
У каналі крену (елерони) встановлено додатковий пружинний навантажувач, включений в роботу постійно.
Стабілізатор переставний, від 0 до −2,5° за УПС. Злітне положення стабілізатора — 1,5°, посадочне 0° — 2,5°. Польотне — 0°. Привід стабілізатора — електромеханізми МУС-7А.
Інтерцептори застосовуються тільки при гальмуванні на пробігу. Повний кут випуску становить 52°.
Посадочне положення внутрішніх закрилків — 38°, зовнішніх — 35°. На зльоті закрилки випускаються відповідно на 20° та 18°.
На літаках по № 60346 встановлювався посадковий щиток з кутом відхилення 40°. З літака № 60350 щиток не встановлювався, а ніша щитка зашивається.
Привід тримера РВ — механізм УТ-15 від автомата тримерування АТ-2 системи БСУ-3П або поздовжнього каналу АБСУ-134, або нажимними перемикачами у пілотів, або механічне управління тросової проводкою від ручки. Електромеханізми тримера РН типу МП-100МТ-18, два електромеханізми тримерів елеронів типу МП-100МТ-20

### Силова установка
| Технічні характеристики двигуна Д-30 III серії |          |
| Тяга на злітному режимі                        | 6800 кгс |
| Питома витрата палива:                         |          |
| На зльоті                                      | 0,79     |
| В крейсерському польоті                        | 0,5      |
| Витрата палива на 1:00 льотного часу           | 2500 кг  |
| Маса двигуна                                   | 1980 кг  |
| Довжина                                        | 4836 мм  |

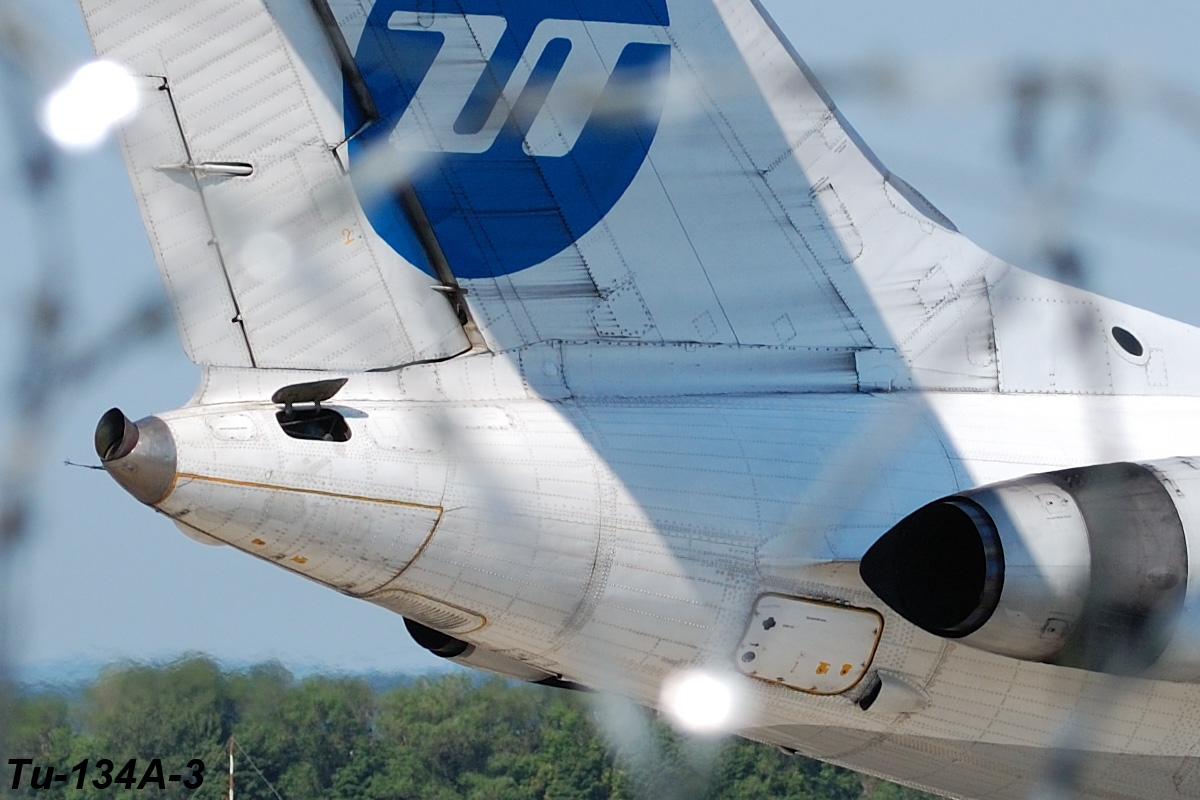
Хвостова частина Ту-134А з відкритим забірником ДСУ і добре помітним тримером

Двигуни встановлені в хвостовій частині фюзеляжу в гондолах, розгорнутих відносно осі фюзеляжу на 4 градуси. Серійні Ту-134 оснащувалися турбореактивними двоконтурними двигунами конструкції Соловйова Д-30 (ПС-30). Двигун виконаний по двовальною схемою, складається з компресора, розділового корпусу з коробками приводів агрегатів, камери згоряння, турбіни і вихідного пристрою, оснащений реверсивним пристроєм. Запуск двигуна — повітряним стартером, які отримують стиснене повітря від ДСУ або іншого двигуна. Система запалювання електронна, включає агрегат запалювання СКНА-22-2А і 2 свічки поверхневого розряду СП-06ВП.
В маслосистемі двигуна застосовується мінеральне масло МК-8П і синтетичне ВНДІ НП50-1-4Ф.

### Гідросистеми
На літаку встановлено три незалежних гідросистеми — основна, гальмівна і автономна. Основна гідросистема працює від двох гідронасосів НП-43М/1 з приводом від двигунів, з тиском 210, гідрорідина АМГ-10. Ця гідросистема призначена для прибирання і випуску шасі, приводу інтерцепторів, управління поворотом коліс передньої стійки, приводу склоочисників у льотчиків, управління гідропідсилювачем ГУ-108Д керма напряму.
Гальмівна гідросистема призначена для основного та аварійного гальмування коліс на основних стійках шасі, а також для аварійного випуску стійок шасі. Тиск в гідросистемі створюється насосом 465Д з електроприводом. Робоча рідина — АМГ-10. В системі аварійного гальмування встановлений гідроакумулятор.
Автономна гідросистема працює від електричної насосної станції НС-45 і служить для резервного живлення гідропідсилювача РН в разі відмови основної гідросистеми.

## Втрати
За даними сайту Aviation Safety Network і з неофіційних джерел[джерело?], на початок 2012 року в результаті катастроф, авіаційних подій та терактів було втрачено 78 літаків типу Ту-134, з них 10 в результаті бойових дій, 2 — від терактів. У катастрофах загинули 1 494 чоловік, з них 32 на землі або в літаках інших типів. Отже 9 % випущених літаків було втрачено.
В ніч на 13 жовтня 2024 року, на аеродромі «Оренбург-2» (РФ) згорів літак Ту-134, що належав до 117 військово-транспортного авіаполку ЗС РФ.

## Льотно-технічні характеристики

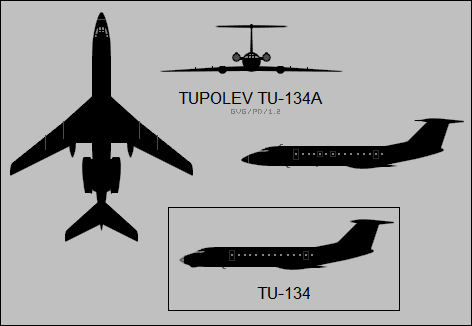
Ту-134А у різних проєкціях.

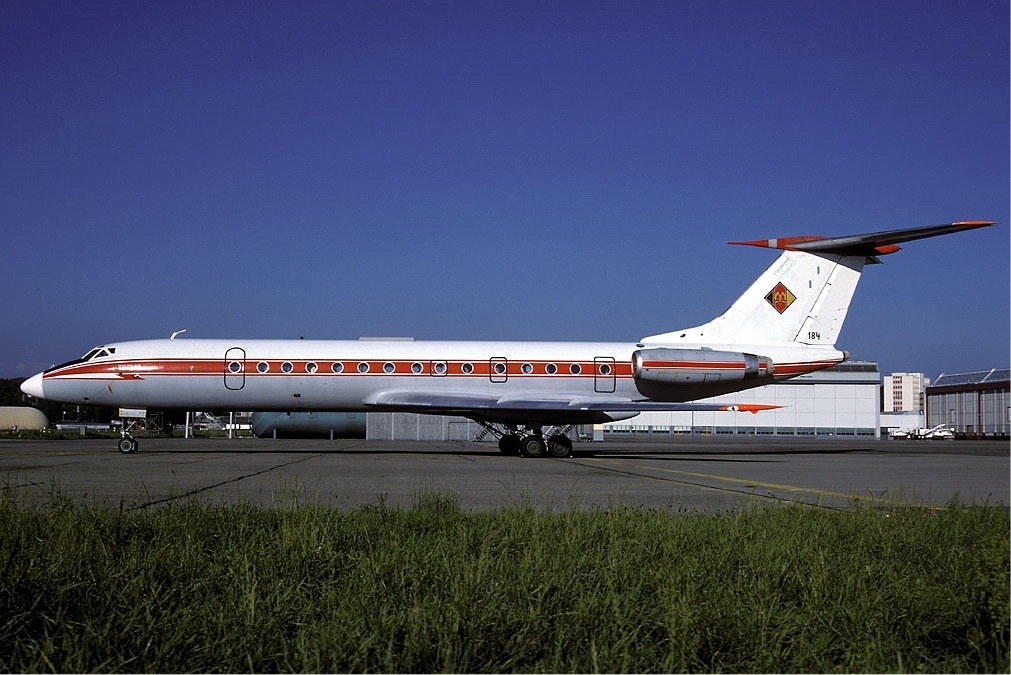
Ту-134А ВПС НДР.

| Габарити              |            |            |            |
| Довжина               | 37, 1 м    | 37, 1 м    | 37, 1 м    |
| Розмах крил           | 29 м       | 29 м       | 29 м       |
| Висота                | 9, 02 м    | 9, 02 м    | 9, 02 м    |
| Діаметр фюзеляжу      | 2, 9 м     | 2, 9 м     | 2, 9 м     |
| Кількість місць       |            |            |            |
| Екіпажу               | 4          | 3          | 3          |
| Максимальна           | 72 до 80   | 96         | 12         |
| 1-й клас              | 8          | 8          | —          |
| Маса та навантаження  |            |            |            |
| Злітна                | 47 до 49 т | 47, 6 т    | 47 т       |
| Комерційна            | 8, 2 т     | 9 т        | —          |
| Посадкова             | 43 т       | 43 т       | 43 т       |
| Запас палива          | 13, 2 т    | 14, 4 т    | 16, 5 т    |
| Льотні дані           |            |            |            |
| Крейсерська швидкість | 850 км/год | 880 км/год | 885 км/год |
| Дальність польоту     | 2100 км    | 2020 км    | 1890 км    |
| Експлуатаційна стеля  | 12 100 м   | 10 100 м   | 11 900 м   |
| Потрібна довжина ВПП  | 2200 м     | 2550 м     | 2200 м     |

## Виноски
1. ↑  Ту-134 на сайті ВАТ «Туполєв». Архів оригіналу за 11 серпня 2012. Процитовано 8 червня 2012. [Архівовано 2012-08-11 у Wayback Machine.]
2. ↑  Архівована копія. Архів оригіналу за 4 вересня 2015. Процитовано 8 червня 2012.{{cite web}}:  Обслуговування CS1: Сторінки з текстом «archived copy» як значення параметру title (посилання)
3. ↑  [недоступне посилання з липня 2019]
4. ↑  Air-bilet.ru. Архів оригіналу за 22 червня 2006. Процитовано 8 червня 2012. [Архівовано 2006-06-22 у Wayback Machine.]
5. ↑  Д-30 (ПС-30) http://www.avid.ru/products/civil/d-30 [Архівовано 26 травня 2011 у Wayback Machine.]
6. ↑  Д-30 (ПС-30) http://aviaros.narod.ru/d-30.htm [Архівовано 30 травня 2012 у Wayback Machine.]
7. ↑  Туполєв 134 Статистика. aviation-safety.net. Архів оригіналу за 23 жовтня 2019. Процитовано 31 березня 2016.
8. ↑  В Росії на аеродромі "Орєнбурґ-2" згорів військово-транспортний літак Ту-134, – ГУР МО. // Автор:: Олена Новікова. 14.10.2024, 09:18
9. ↑  Характеристики Ту-134А на сайті «RusAir». Архів оригіналу за 24 вересня 2015. Процитовано 26 червня 2012.
10. ↑  Ту-134Б на сайті Avia.ru. Архів оригіналу за 16 липня 2008. Процитовано 26 червня 2012.
11. ↑  Ту-134Ш на сайті AirWar.ru. Архів оригіналу за 15 травня 2012. Процитовано 26 червня 2012.